# Rebbe

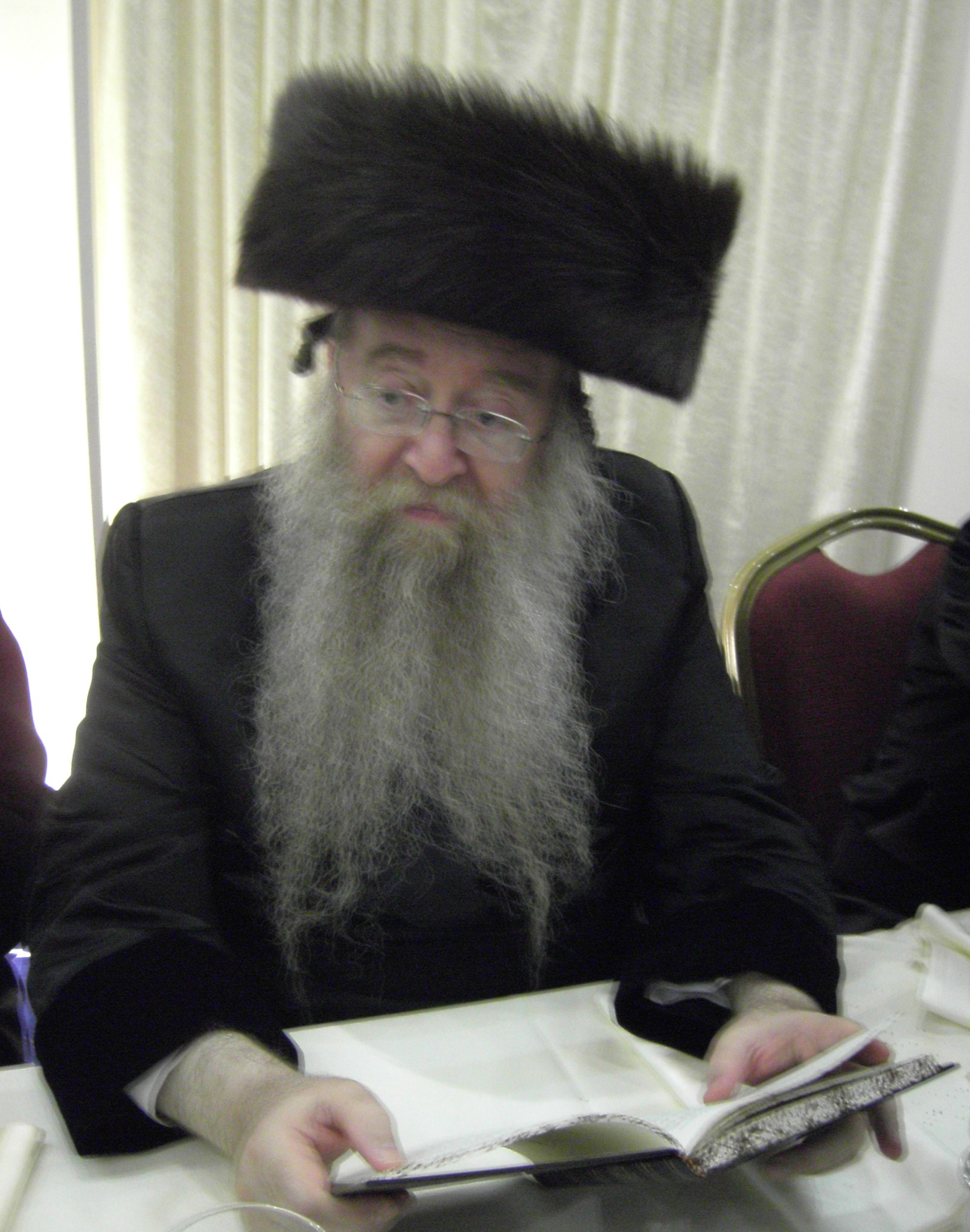
Le Rebbe de Nikolsburg

Un Rebbe (Rébé, prononciation yiddish de Rabbi רבי, qui a aussi donné rabbin) est un « maître, enseignant ou mentor ». Ce titre est plutôt donné au dirigeant d’un mouvement hassidique. 